# Maserati Ghibli

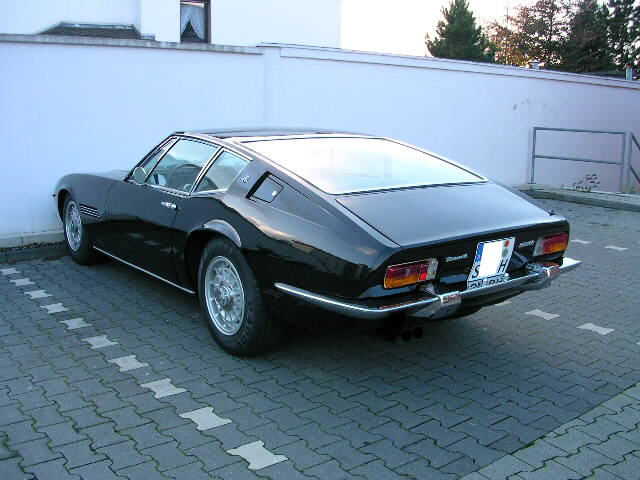
Maserati Ghibli

Maserati Ghibli je typová řada vozů, která se začala vyrábět na konci 60. let 20. století. V roce 2013 byla představena již třetí generace Ghibli.
Název Ghibli označuje horký saharský vítr.
Ghibli první generace byla vyráběna v letech 1966 až 1973 ve verzi coupé a kabriolet s osmiválcovými mototry uspořádanými do V.
Ghibli se poprvé objevilo v roce 1967, je považováno za nejdokonalejší silniční automobil značky Maserati v 60. letech. Nebyl sice tak technicky vyspělý jako jeho konkurenti Ferrari 275 GTB/4 nebo Lamborghini 350GT, ale svými tvary byl přinejmenším stejně krásný.
Tvary tohoto nízkého vozu navrhl talentovaný Giorgetto Giugiaro (dodnes patří návrh k jeho nejoblíbenějším). Model Ghibli byl podle měřítek luxusních sportovních automobilů velmi úspěšný. V roce 1969 byl představen také model Maserati Ghibli Spider. Automobilka tak projevila zájem zatraktivnit vůz především ve Spojených
státech. V roce 1969 vznikl typ s názvem Indy. Technické řešení bylo shodné s ostatními typy Ghibli, ovšem s jiným, méně oceňovaným tvarem karoserie. Výroba byla zastavena v roce 1973, kdy byl model Ghibli nahrazen typy Maserati Bora a Khamsin, které se staly novými vlajkovými loděmi automobilky.
Vůz poháněl vidlicový osmiválec o objemu 4,7 litru a výkonem 330 koní. Hmotnost vozu byla jen 1200 kg. Díky tomu automobil dosahoval maximální rychlosti 270 km/h. Pozdější verze SS s objemem 4,9 litru měla výkon pouze o 5 koní vyšší, ale dosahovala max. rychlosti 280 km/h.
Ghibli první generace se vyráběla do roku 1973. Celkem bylo vyrobeno přes 1200 exemplářů, z toho 125 Spiderů.
Ghibli druhé generace se vyráběla v letech 1992-1996 bylo jen coupé se zkosenou zádí postavené na bázi vozu Maserati Biturbo. Design pochází z pera designérské legendy Marcela Gandiniho. Motorizaci obstarávaly výhradně V6 o objemech 2 000 cm³ a 2 800 cm³ o výkonech od 280-330 k.
Vyráběly se tyto varianty - Ghibli, Ghibli GT, Ghibli 2.0 Cup, Ghibli Open Cup. Hmotnost vozů se pohybovala kolem 1 365 kg. Vozy dosahovaly maximální rychlosti 250 km/hod a měly stavitelný podvozek.
Počty vyrobených kusů:
- Ghibli, V6, 2.0 cc – 1 157
- Ghibli, V6, 2.8 cc - 1063
- Ghibli GT – 1 063
- Ghibli 2.0 Cup - 60
- Ghibli Open Cup – 23
- Ghibli 2.0 Primatist – cca 60

Ghibli třetí generace se začala vyrábět od roku 2013. Výroba této řady se přestěhovala z Modeny do Grugliaska u Turína. Tato továrna v minulosti sloužila Bertonemu. Nabídka výhradně motorů typu V6 je opravdu bohatá. Maserati s touto typovou řadou vstupuje do segmentu kategorie E, s pohonem všech kol a dieselovým motorem.
Základní charakteristika: délka x šířka x výška x rozvor: 4 971 × 1 945 × 1 461 × 2 998 mm, objem kufru/nádrže: 500/80 l (diesel 70 l), pneumatiky: 235/50 R18, hmotnost: 1 810 - 1 835 kg (rozložení hmotnosti 50:50).
- Ghibli - zážehový přeplňovaný V6 3,0 l max. výkon 243 kW/ 330 k, max. točivý moment 500 Nm, max. rychlost 263 km/h, zrychlení 0-100 km/h 5,6 s
- Ghibli S - zážehový přeplňovaný motor V6 3,0 l, max. výkon 301 kW/ 410 k, max. točivý moment 550 Nm., max. rychlost 285 km/h, zrychlení 0-100 km/h 5,0 s.
- Ghibli Diesel - vznětový přeplňovaný motor V6 3,0 l max. výkon 202 kW/ 275 k max. točivý moment 600 Nm max. rychlost 250 km/h zrychlení 0-100 km/h 6,3 s. Základní cena 1,7 milionu korun (diesel)

Tradiční zvuk dieselu důmyslně maskují speciální aktivní rezonátory umístěné ve výfukovém potrubí. Výsledkem je, že při jízdě auto burácí a vydává chrapot a ryk, pro naftový motor netypický. Ghibli má osmistupňový automat od ZF, který je upravený tak, aby zvládl 7 200 otáček za minutu. Jak uvádí Federico Landini, šéf vývoje: „To nikdo jiný nemá, pro ostatní je limitem 6 800 otáček“, 